# La guineu. Bonica i morta
La guineu. Bonica i morta (títol original en alemany, Die Füchsin: Schön und tot) és un telefilm alemany del 2019 dirigit per Sabine Derflinger. És la cinquena entrega de la sèrie de pel·lícules criminals d'ARD La guineu amb Lina Wendel i Karim Chérif en els papers principals. Es va emetre per primera vegada el 17 d'octubre de 2019. S'ha doblat al català per a TV3, que la va estrenar l'1 de desembre de 2024.
La primera emissió del 17 d'octubre de 2019 a Erste va assolir 5,34 milions d'espectadors i una quota d'audiència del 17,9 %.
El rodatge va tenir lloc del 19 de març al 10 d'abril de 2019 a Colònia i a Düsseldorf i els seus voltants.

## Sinopsi
La Nastja, una jove model d'origen rus, presencia l'assassinat d'una altra model russa amiga seva durant l'assaig general d'una important desfilada, i contracta Anne Fuchs i Youssef El Kilali, detectius privats, perquè ho investiguin. Els principals sospitosos són els amos de Moda Unicum, organitzadors de la desfilada, però no semblen tenir cap mòbil plausible. Durant la investigació, una altra model sospita que l'han enverinat. Tot sembla estar relacionat amb l'escola de models de Heike Polling, que fa servir els seus suposats contactes amb els productors d'un famós programa de televisió per atraure les noies i els proporciona visats de treball a canvi de diners. L'Anne i el Youssef estiren el fil i descobreixen la implicació d'un funcionari alemany que treballa a Rússia. Però el cas és més complicat del que sembla.